# Coleco Sonic
El Coleco Sonic es una consola de juegos portátil lanzada en 2006 por Coleco Holdings, también comercializado como PlayPal en Canadá y el Reino Unido y Pocket Gear en Europa. Cuenta con 20 juegos integrados de Sega Master System y Sega Game Gear.  Todos los juegos se pueden jugar en la pantalla LCD TFT integrada de 2.4 "o en una TV a través de video compuesto. Su nombre hace referencia a la mascota de Sega, Sonic the Hedgehog, que protagoniza algunos de los juegos. adaptador, pero también puede usar 3 pilas AAA como sustituto.

## Games
- Alex Kidd in High-Tech World
- Alex Kidd in Miracle World
- Altered Beast
- Assault City
- Astro Warrior
- Aztec Adventure
- Bomber Raid
- Columns
- Ecco: The Tides of Time
- Fantasy Zone
- Fantasy Zone: The Maze
- Global Defense
- Kung Fu Kid
- The Ninja
- Penguin Land
- Quartet
- Snail Maze
- Sonic Drift 2
- Sonic Triple Trouble
- Super Columns